# Зангбето

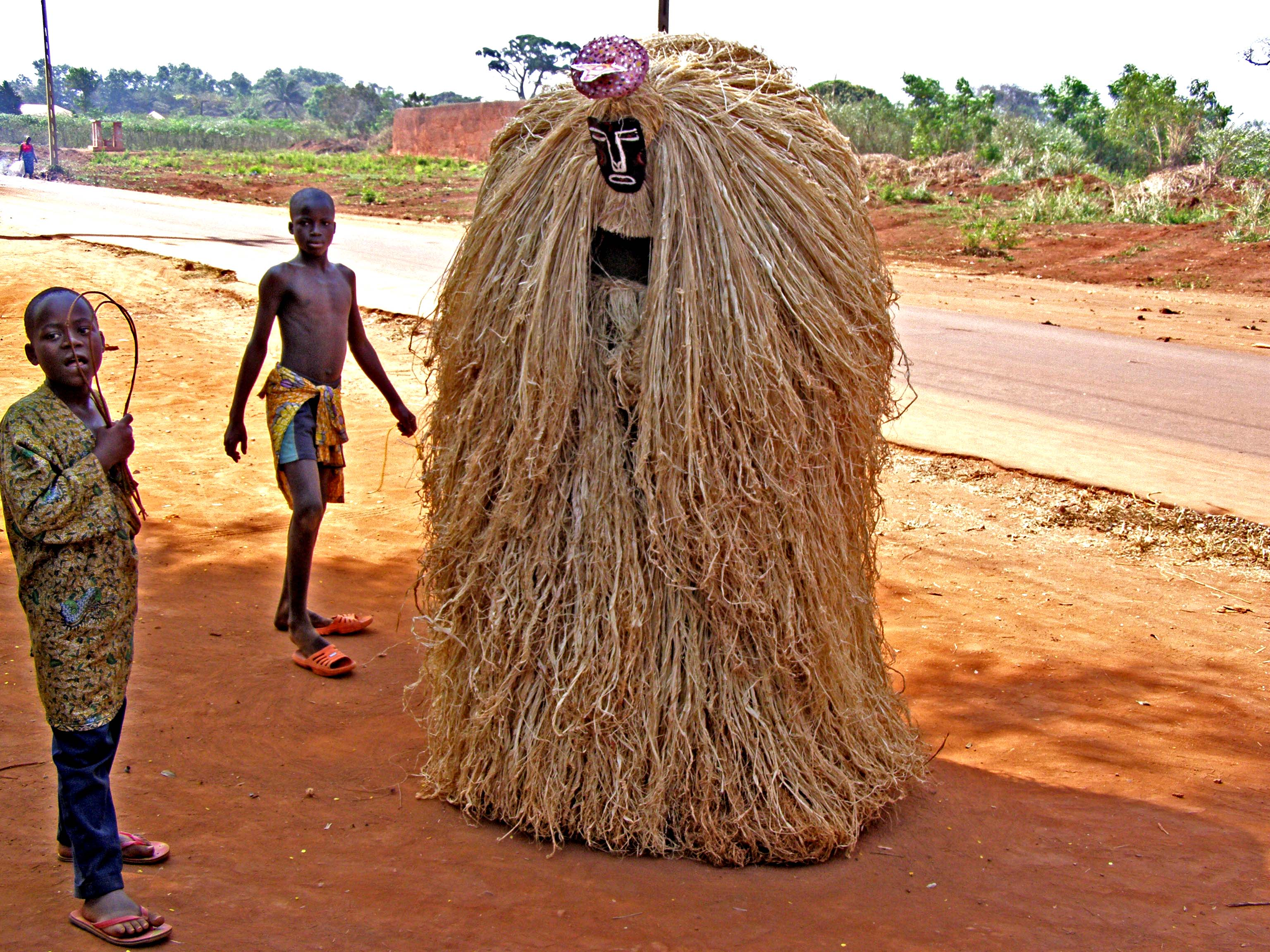
Зангбето в 2006 году

Зангбето — традиционные хранители ночи вуду у народа огу (или эгун) в Бенине, Того и Нигерии. Традиционный институт полиции и безопасности, культ Зангбето отвечает за поддержание закона и порядка, а также обеспечивает безопасность в общинах огу. Они крайне почитаемы и действуют как неофициальная полиция, патрулирующая улицы, особенно ночью, наблюдая за людьми и их имуществом, выслеживая преступников и представляя их обществу для наказания. Первоначально созданные для отпугивания врагов, Зангбето бродят по улицам, обнаруживая воров и ведьм и защищая закон и порядок.

## Описание
Зангбето — это термин на языке гун, который означает «Люди ночи» или «Ночные сторожа».
Зангбето носят покров, сделанный из сложной массы крошечных прядей сена, рафии или других нитевидных материалов, которые иногда окрашиваются в очень яркие оттенки. Они способны впадать в транс, который, согласно традиции, позволяет населить их тела духами, обладающими особым знанием действий людей. Согласно легенде Огу, под этим костюмом находятся не люди, а духи ночи.
В культуре огу зангбето — традиционные охранники или полицейские своих общин. Говорят, что они образуют тайное общество, которое могут посещать исключительно Зангбето или приверженцы вуду. Считается, что Зангбето обладают спиритическими и магическими способностями, такими как глотание осколков стекла без причинения вреда и отпугивание ведьм. Утверждается, что в трансе Зангбето вызывают силу, которая населяла землю задолго до появления человека, и обеспечивают источник мудрости и преемственности для народа Огу.
Тщательно продуманные фестивали, построенные вокруг Зангбето, регулярно проводятся в различных общинах огу по всей Западной Африке. Самые популярные проводятся в Порто-Ново, Республика Бенин и в Ахидо, Лагос, Нигерия. Эти фестивали состоят из красочных показов, зажигательных представлений и магии.